# El sur también existe
El sur también existe es el decimonoveno disco LP del cantautor Joan Manuel Serrat sobre poemas del poeta uruguayo Mario Benedetti, editado en 1985 por la compañía discográfica Ariola, con arreglos y dirección musical de Ricard Miralles. Todas las canciones tienen música compuesta por Joan Manuel Serrat y letras sobre poemas de Benedetti.

## Canciones que componen el disco
| Pista | Título                           | Autor                              | Tiempo |
| ----- | -------------------------------- | ---------------------------------- | ------ |
| 1     | El sur también existe            | Mario Benedetti Joan Manuel Serrat | 6:23   |
| 2     | Currículum                       | Mario Benedetti Joan Manuel Serrat | 4:04   |
| 3     | De árbol a árbol                 | Mario Benedetti Joan Manuel Serrat | 3:10   |
| 4     | Hagamos un trato                 | Mario Benedetti Joan Manuel Serrat | 2:56   |
| 5     | Testamento de miércoles          | Mario Benedetti Joan Manuel Serrat | 3:26   |
| 6     | Una mujer desnuda y en lo oscuro | Mario Benedetti Joan Manuel Serrat | 3:44   |
| 7     | Los formales y el frío           | Mario Benedetti Joan Manuel Serrat | 5:25   |
| 8     | Habanera                         | Mario Benedetti Joan Manuel Serrat | 3:49   |
| 9     | Vas a parir felicidad            | Mario Benedetti Joan Manuel Serrat | 3:40   |
| 10    | Defensa de la alegría            | Mario Benedetti Joan Manuel Serrat | 3:33   |

## Sencillos
| Año  | Sencillo                         |
| 1985 | Una mujer desnuda y en lo oscuro |
| 1985 | De árbol a árbol                 |
| 1986 | Los formales y el frío           |
| 1986 | Hagamos un trato                 |